# Maja Sokołowska
Maja Sokołowska (ur. 1951 w Warszawie) – polska fotoreporterka sportowa, fotografka studyjna. W latach 1972–1991 pracowała w magazynie ilustrowanym „Sportowiec”, dla którego fotografowała sportowców. Od 1981 członkini Artystycznego Związku Polskich Artystów Fotografików.

## Życiorys
Urodziła się w 1951 roku w Warszawie. Fotografią zainteresował ją ojciec Marian Sokołowski, który był fotoreporterem w Centralnej Agencji Fotograficznej i należał do Związku Polskich Artystów Fotografików, a prywatnie fotografował własną rodzinę. Od ojca, który nie rozstawał się z aparatem, nauczyła się obsługi aparatu, wywoływania zdjęć i robienia odbitek w ciemni, tworzenia fotoreportażu, a przede wszystkim kadrowania, które potrafiło zmieniać dynamikę fotografii. Uprawiała siatkówkę, grała w Skrze Warszawa, ale w wyniku problemów ze zdrowiem zakończyła sportową przygodę. Od 1972 do 1991 pracowała dla magazynu „Sportowiec”, początkowo była to praca w ciemni fotograficznej, gdzie przygotowywała negatywy i powiększenia dla kolegów – fotoreporterów, ale już w 1972 zrobiła swój pierwszy fotoreportaż o pięcioboiście Januszu Pyciaku-Peciaku, mistrzu olimpijskim w Montrealu i wielokrotnym medaliście mistrzostw świata i Polski. Choć o fotografii wiedziała wiele, to fotografia sportu była dla niej nowością. Specyfiki tej fotografii, czyli tego gdzie się ustawiać, jak robić ciekawe ujęcia danej dyscypliny nauczyła się w „Sportowcu” od zespołu doświadczonych fotoreporterów sportowych: Leszka Fidusiewicza, Eugeniusza Warmińskiego, Janka Michlewskiego, Tomasza Prażmowskiego czy od Leszka Łozińskiego. Przez 19 lat pracy dla „Sportowca” wiele jej zdjęć trafiło na okładkę magazynu. Wśród swoich ulubionych dyscyplin do fotografowania wymienia siatkówkę, którą trenowała, judo, zapasy, szermierkę. W fotografowaniu sportu najważniejsze były dla niej emocje. Fotografowała też życie prywatne sportowców, np. sesje domowe piłkarzy, reprezentantów Polski, Kazimierza Deyny i Lesława Ćmikiewicza, z żonami. 
W latach 90. specjalizowała się w fotografii studyjnej kwiatów, a swoje fotografie sprzedawała na całym świecie. Obecnie skupia się na fotografowaniu architektury, pejzaży oraz psów. Uczestniczyła w wielu wystawach krajowych i zagranicznych. W 2021 roku jej twórczość została przedstawiona na wystawie Jedyne. Nieopowiedziane historie polskich fotografek w Domu Spotkań z Historią oraz opisana w książce o tym samym tytule autorstwa Moniki Szewczyk-Wittek.  